# Denis Pineda
Denis Omar Pineda Torres (10 agosto 1995) è un calciatore salvadoregno, centrocampista del Rabo de Peixe.